# California State Route 89
De California State Route 89, afgekort CA 89 of SR 89, is een state highway van de Amerikaanse staat Californië. De State Route 89 loopt van zuid naar noord door de bergen in het noordoosten van de staat. De weg begint aan de U.S. Route 395 bij Topaz Lake op de grens met buurstaat Nevada, steekt de Monitor Pass (2534 m) over en daalt af naar de Carson, waarna hij de Luther Pass (2359 m) oversteekt. Daarna gaat de weg verder langs de oevers van Lake Tahoe richting Lake Almanor. De state highway is de belangrijkste toegangsweg naar Lassen Volcanic National Park, waar hij zijn hoogste punt bereikt, tussen Lassen Peak en Bumpass Mountain. Ten noorden van het nationaal park valt de weg een tijdlang samen met de State Route 44. De 89 loopt ten slotte verder naar het noordwesten en eindigt aan de Interstate 5 aan de voet van Mount Shasta in het gelijknamige stadje.